# Рохманівська друкарня
Рохманівська друкарня — видавнича майстерня (типографія) у Рохманові (нині село Шумської міської громади Кременецького району Тернопільщини, Україна). За даними Ореста Левицького, її засновницею була княгиня Софія Чорторийська (в шлюбі Боговитин).
За іншими даними, це пересувна видавнича майстерня, власність Кирила Транквіліона-Ставровецького. Діяла на початку XVII ст. в маєтку Вишневецької-Могилянки Раїни у містечку Рохманові. Серед найвідоміших видань — «Євангеліє учительне» 1619 р. та збірка його проповідей на неділю та свята. Окремі частини цієї праці було присвячено Раїні Могилянці-Вишневецькій, в маєтку якої проживав, працював видавець. Примірники стародруку є у Крем'янецькому краєзнавчому музеї.